# Hymny homeryckie
Hymny homeryckie – zbiór pisanych heksametrem hymnów skierowanych do poszczególnych bogów greckich, które tradycja starożytna wiązała z postacią Homera. Zachowany do czasów współczesnych zbiór liczy 33 hymny.
Większa część badaczy (m.in. Clay) jest zdania że były to hymny epickie, a nie sakralne. Prawdopodobnie w większości były to proojmia, czyli wstępy do większych przemów. Zabiegu takiego użył m.in. Hezjod w Theogoni, rozpoczynając ją hymnem do Muz. Z drugiej strony Hymn do Hermesa (4) jest dłuższy od niektórych ksiąg Iliady i Odysei, nie mógł więc pełnić funkcji proojmionu. W strukturze Hymnów homeryckich dominuje charakterystyczny podział na 3 części: określenie adresata i tematu utworu, ilustracja wybranej opowieści, część salutacyjna/błagalna. Krótsze hymny stanowią inwokacje do danego bóstwa i wyliczenie jego zasług i tytułów, dłuższe zaś mają formę epickiej opowieści o zdarzeniach z życia któregoś z bogów.
W III księdze Wojny peloponeskiej Tukidydes zacytował Hymn do Apollona (3), przypisując jego autorstwo Homerowi. Po raz pierwszy o zbiorze hymnów przypisywanych Homerowi wspomnieli jednak dopiero w I wieku p.n.e. Filodemos z Gadary i Diodor Sycylijski. Uczeni aleksandryjscy w okresie hellenistycznym wykluczyli zdecydowanie rzekome autorstwo hymnów, jednak mimo to określenie „homeryckie” przetrwało w powszechnej świadomości chociażby ze względu na podobieństwo stylu, a wielu pisarzy takich jak Pauzaniasz nadal było przekonanych że jest to dzieło Homera. Najprawdopodobniej są one dziełem anonimowych jońskich rapsodów, wzorujących się na stylu Homera.
Hymny homeryckie zachowały się w 30 średniowiecznych rękopisach, gdzie zazwyczaj zamieszczano je razem z Hymnami Kallimacha, Hymnami orfickimi oraz Hymnami Proklosa. Natomiast fragmenty zachowane na papirusach są bardzo skąpe. Duże znaczenie miał odnaleziony w 1777 roku w Moskwie rękopis M, który jako jedyny zawiera Hymn do Demeter (2) i Hymn do Dionizosa (1). 
Ostateczny zbiór Hymnów homeryckich powstał w okresie hellenistycznym, kiedy to uczeni aleksandryjscy wyłączyli z dzieł przypisywanych Homerowi apokryfy, tym samym zbierając je w oddzielną kolekcję. Samo określenie "homeryckie" zostało wprowadzone przez anonimowego ich kompilatora. Czas powstania poszczególnych hymnów jest nieznany, rozciągany na okres 750-500 p.n.e. Zazwyczaj za najstarsze trzy uważa się Hymn do Afrodyty (5) – ok. 675 p.n.e., część delijską Hymnu do Apollona (3) – ok. 660 p.n.e. i Hymn do Demeter (2) – ok. 640 p.n.e., natomiast część pytyjska Hymnu do Apollona datowana jest na ok. 585 p.n.e. Datacja ta, wprowadzona przez Richarda Jankę, budzi jednak wątpliwości a ciekawym przykładem jest Hymn do Aresa (8), w stosunku do którego uczeni zgadzają się, że jest on najmłodszym w zbiorze, ale wyznaczane ramy czasowe rozciągają się na kilka stuleci.
Bilingwiczną edycję (tekst oryginalny i polskie tłumaczenie) hymnów homeryckich wydał Włodzimierz Appel w 2001 roku. Sześć lat później, w ramach serii Biblioteka Antyczna, autor ten opublikował w ramach jednego tomu zbiór dziewięciu antycznych żywotów Homera oraz tłumaczenia: hymnów homeryckich (wydanie II), Głuptaka, Kerkopów, Chichotek, Wojny mysio-łasiczej i Wojny mysio-żabiej.

## ListaHymnów homeryckich
1. Do Dionizosa
2. Do Demeter
3. Do Apollona (składający się z dwóch części, delijskiej i pytyjskiej)
4. Do Hermesa
5. Do Afrodyty
6. Do Afrodyty
7. Do Dionizosa
8. Do Aresa
9. Do Artemidy
10. Do Afrodyty
11. Do Ateny
12. Do Hery
13. Do Demeter
14. Do Matki Bogów
15. Do Heraklesa do lwim sercu
16. Do Asklepiosa
17. Do Dioskurów
18. Do Hermesa
19. Do Pana
20. Do Hefajstosa
21. Do Apollona
22. Do Posejdona
23. Do Dzeusa
24. Do Hestii
25. Do Muz i Apollona
26. Do Dionizosa
27. Do Artemidy
28. Do Ateny
29. Do Hestii
30. Do Matki Ziemi
31. Do Heliosa
32. Do Selene
33. Do Dioskurów